# The Sounds

The Sounds (2009)

The Sounds is een Zweedse new waveband, die in 1999 in Helsingborg is opgericht.
De muziekstijl is een soort mix van punk, synth en pop.
The Sounds zijn vooral bekend omdat de leadzangeres Maja Ivarsson samen met Cobra Starship het lied Snakes on a plane heeft geschreven voor de gelijknamige film. Daarnaast hebben de bandleden Jesper Anderberg en Felix Rodriguez meerdere nummers geschreven voor de Nederlandse band Krezip, zoals All my life, Play this game with me en You're wrong.

## Discografie
- 2014 Weekend
- 2011 Something to Die For
- 2009 Crossing the Rubicon
- 2006 Dying to Say This to You
- 2002 Living in America (debuutalbum)